# Scott County, Arkansas
Scott County är ett administrativt område i delstaten Arkansas, USA. År 2010 hade countyt 11 233 invånare. Den administrativa huvudorten (county seat) är Waldron.

## Geografi
Enligt United States Census Bureau har countyt en total area på 2 326 km². 2 316 km² av den arean är land och 10 km² är vatten.

### Angränsande countyn
- Sebastian County - nordväst
- Logan County - nordöst
- Yell County - öst
- Montgomery County - sydöst
- Polk County - syd
- Le Flore County, Oklahoma - väst